# Kanton Grand-Couronne
Der Kanton Grand-Couronne war bis 2015 ein französischer Wahlkreis im Arrondissement Rouen, im Département Seine-Maritime und in der Region Haute-Normandie; sein Hauptort war Grand-Couronne. Vertreter im Generalrat des Départements war von 2000 bis 2002 Laurent Fabius (PS), ihm folgte Dominique Randon (ebenfalls PS) nach. 
Der Kanton Grand-Couronne war 79,34 km² groß und hatte (2006) 27.946 Einwohner. 

## Gemeinden
Der Kanton bestand aus einem Teil der Stadt Le Grand-Quevilly (angegeben ist hier die Gesamteinwohnerzahl der Stadt; im Kanton leben etwa 5.000 Einwohner; die übrigen Einwohner gehörten zum Kanton Le Grand-Quevilly) und weiteren acht Gemeinden:
| Gemeinde                   | Einwohner Jahr | Fläche km² | Bevölkerungsdichte | Code INSEE | Postleitzahl |
| -------------------------- | -------------- | ---------- | ------------------ | ---------- | ------------ |
| La Bouille                 | 778 (2013)     | 1,27       | 613 Einw./km²      | 76131      | 76530        |
| Grand-Couronne             | 9.937 (2013)   | 16,93      | 587 Einw./km²      | 76319      | 76530        |
| Le Grand-Quevilly          | 24.967 (2013)  | –          | – Einw./km²        | 76322      | 76120        |
| Hautot-sur-Seine           | 393 (2013)     | 2,16       | 182 Einw./km²      | 76350      | 76113        |
| Moulineaux                 | 962 (2013)     | 3,47       | 277 Einw./km²      | 76457      | 76530        |
| Petit-Couronne             | 9.097 (2013)   | 12,8       | 711 Einw./km²      | 76497      | 76650        |
| Sahurs                     | 1.290 (2013)   | 11,23      | 115 Einw./km²      | 76550      | 76113        |
| Saint-Pierre-de-Manneville | 801 (2013)     | 10,21      | 78 Einw./km²       | 76634      | 76113        |
| Val-de-la-Haye             | 705 (2013)     | 10,16      | 69 Einw./km²       | 76717      | 76380        |

## Bevölkerungsentwicklung
| 1793 | 1876 | 1962   | 1968   | 1975   | 1982   | 1990   | 1999   | 2006   | 2011   | 2014   |
| ---- | ---- | ------ | ------ | ------ | ------ | ------ | ------ | ------ | ------ | ------ |
| 666  | 4708 | 13.140 | 15.262 | 17.250 | 19.634 | 22.469 | 22.779 | 22.857 | 23.867 | 23.702 |